# コンスタンス2世
コンスタンス2世“ポゴナトス”（Κώνστας Βʹ ὁ Πωγώνατος、630年11月7日 - 668年9月15日）は、東ローマ帝国ヘラクレイオス王朝の皇帝（在位：641年 - 668年）。コンスタンティノス3世の子で、元の名はフラビオス・ヘラクレイオス。のち「コンスタンティノス」。「コンスタンス」は「小さなコンスタンティノスの意味」で、“ポゴナトス”は「髭が生えている」を意味するあだ名。本名から「コンスタンティノス4世」と呼ぶ場合もある。

## 生涯
641年、祖父・ヘラクレイオスの死により父・コンスタンティノス3世が即位したが、異母兄弟のヘラクロナス（ヘラクレイオスとその姪マルティナの子）との間に皇位をめぐっての争いの最中に父は死亡。ヘラクロナスを擁したマルティナが権力を掌握しようとしたが、中央軍長官であったウァレンティノスを中心とするコンスタンティノス3世派と、首都市民（サーカス党派）の力によって、フラビオス・ヘラクレイオスが11歳で共同皇帝となる。その際に祖父・父の名「ヘラクレイオス」を外して「コンスタンティノス」と名乗った。さらに元老院などの画策によってヘラクロナスらは廃位・追放され、641年末（あるいは642年はじめ）にコンスタンスが単独の皇帝となった。

コンスタンス2世治下、650年頃の東ローマ帝国

当初は幼少のため元老院や舅のウァレンティノス（645年頃に失脚）が実権を握っていたようである。この時期、帝国艦隊が644年頃にシリア沿岸部の一部都市、そして645年にはエジプト（642年にイスラームが征服）のアレクサンドリアを奪回するが、いずれもその後の戦略や補給の失敗などにより維持には失敗した。エジプトからは646年に完全に撤退し、以降帝国がエジプトを奪回することはなかった。また647年には叔父（母の兄弟、ヘラクレイオスの従兄弟のニケタスの息子）でカルタゴ総督のグレゴリオスが反乱を起こして反対皇帝となった。しかし彼は同年にアフリカ・プロコンスラリスに侵入してきたイスラーム軍に敗れ、戦死した。なおこの時のイスラーム軍はほどなく撤退したため、カルタゴはその後も帝国領にとどまっている。
コンスタンス2世は自ら軍を率いて繰り返して遠征を行っている。最初の遠征は651年頃にアルメニアを目的地として行われた。しかしこの遠征は成果を挙げず、直後にアルメニアはイスラームの支配下に入った。また当時シリア総督であったムアーウィヤが649年にイスラーム艦隊を創設し、キプロス島を攻撃、翌650年にはシリアに残った最後の帝国領であるアラドス島を制圧した。これ以降イスラーム艦隊の地中海進出が激化したため、655年にはコンスタンスは自ら艦隊を率いて小アジア南部・リュキアの沖でアラブ艦隊に決戦マストの戦い（リュキア沖海戦）を挑んだが惨敗を喫して、命からがら逃亡した。だがその直後、656年以降はムアーウィヤとアリーとの間でカリフ位をめぐる内戦が起き（第一次内戦）、ムアーウィヤとの和平が成立したため、イスラームとの戦争は海陸とも一時的に沈静化した。
東方の状況が一段落したので、以降のコンスタンスは西方での状況改善に傾注していった。まず658年にはバルカン半島南部のスラブ人居住区域に遠征を行った。この時捕虜としたスラブ人を小アジア半島に移住させて、イスラームとの戦いで減少した人口の補填策をとっている。ついで661年にはコンスタンティノポリスを発ち、アテネなどに滞在したあと663年にアドリア海を渡って南イタリアに上陸した。そしてベネヴェントを包囲したあと、同年6月にローマに赴いてローマ教皇ウィタリアヌスと会見した。なおローマ市を訪問した東ローマ皇帝はコンスタンス2世が最後である。だが彼はすぐにナポリを経由してシチリア島のシラクサに入り、668年に暗殺されるまでこの地に滞在した。
コンスタンス2世がイタリアに遠征した時、ランゴバルド王国のグリモアルドゥス1世は帝国軍の来襲を予想して北イタリアで軍勢を動員している。しかし実際にはコンスタンス2世は南イタリアに上陸し、ローマにもごく短期間しか滞在していない。さらに当時帝国のイタリア支配の中心であったラヴェンナには関心すら示していないようである。こうしたことから、彼は最初から南イタリア、特にシチリア島を拠点として、西方での支配の再編をめざしていたと考えるべきだろう。シチリア島に入ったコンスタンス2世は、新たな税を賦課してシチリア島で艦隊を新設した。これは、660年代に入ってアフリカ・プロコンスラリスへの圧力を再び高めていたイスラームに対抗して、後方・海上からイスラームに反撃を行う目的で創設されたと考えられる。
しかしながらイスラームの圧力は帝国の西方領域でのみ高まっていたわけではなかった。661年には内戦が終結してムアーウィヤが単独のカリフとなっている（ウマイヤ朝）。ムアーウィヤは小アジアや東部地中海でも帝国に攻勢をかけ始めていた。そのためコンスタンス2世がシチリア島に連れてきた軍の中に不満が高まっていった。最後には中央軍長官のミジジオス（ムゼズ）の陰謀によって入浴中に襲われ、2日後に死亡した。また同じ頃、小アジアでもサボリオスが反乱を起こしている。
宗教的な側面では、ヘラクレイオスの発布した「エクテシス」が不評だったこともあって、648年に「テュポス」を発布した。だがこの勅令も、単意論などへの配慮ゆえにローマ教会などから強い反発を受けた。そのためコンスタンス2世は653年にローマ教皇マルティヌス1世を逮捕し、ケルソンへ追放している。

なお彼の代には小アジアにおける対イスラーム防衛システムが徐々に整備されていく。これがその後のテマ制へと発展していくことになる。

## 関連書籍
- 小林功『生まれくる文明と対峙すること-7世紀地中海世界の新たな歴史像-』ミネルヴァ書房、2020年。ISBN 978-4-623-08769-3。